# Veerdienst Svelvik - Verket

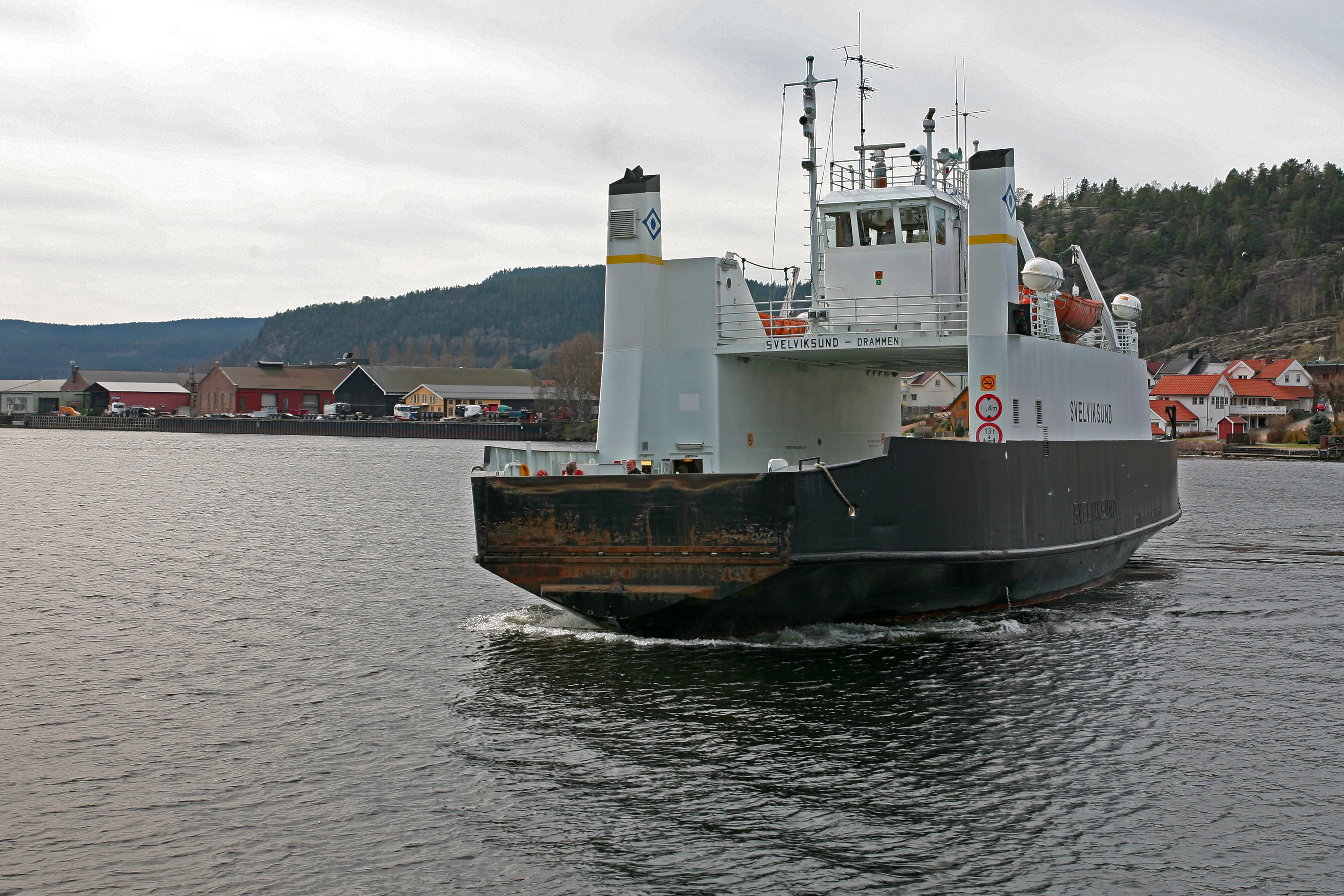
MF Svelviksund

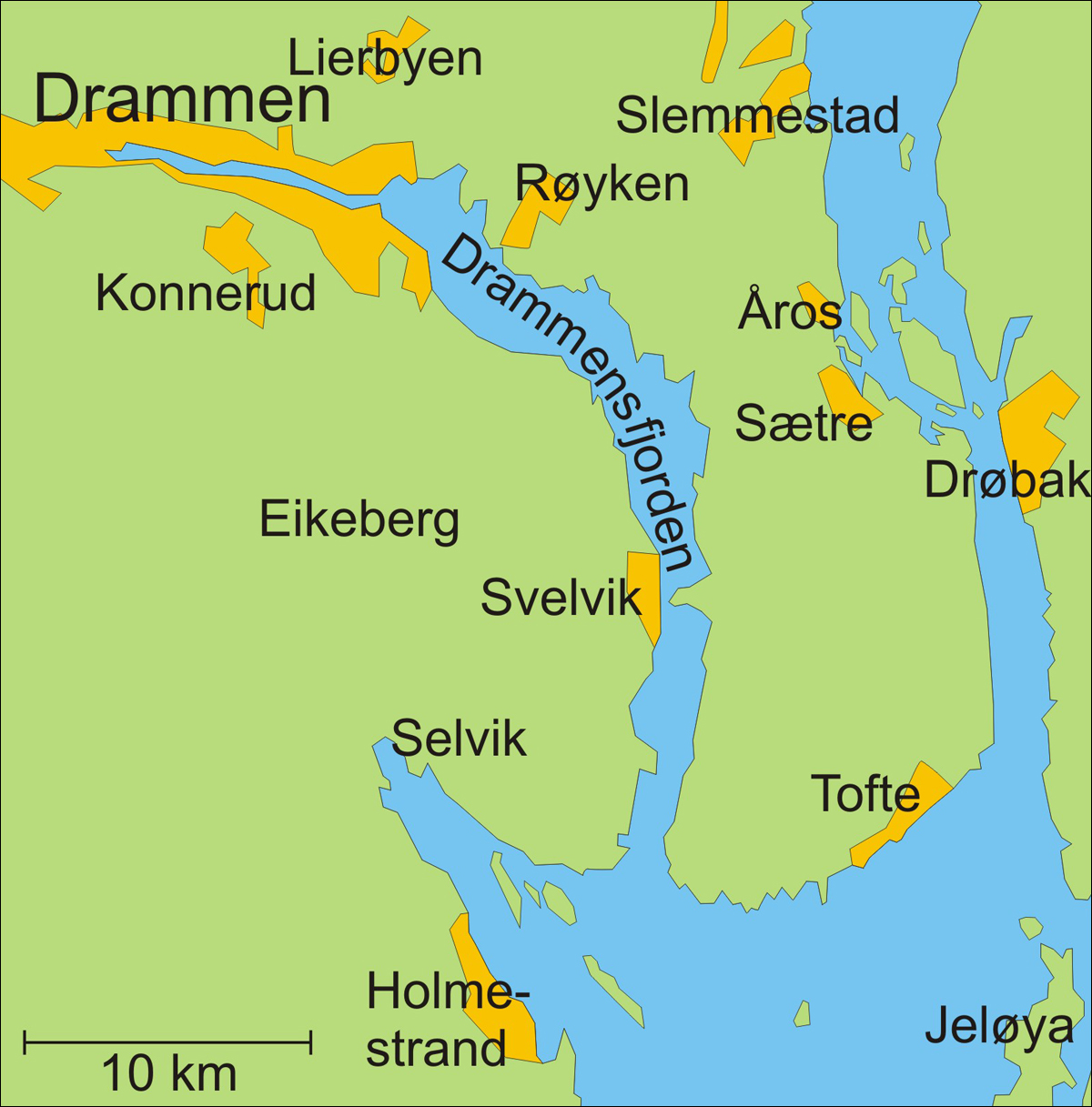

De veerdienst Svelvik - Verket is een veerverbinding in Noorwegen tussen Svelvik en Verket in de gemeente Asker. De verbinding van minder dan 200 meter is de kortste veerverbinding in Noorwegen. Een overtocht duurt ongeveer 5 minuten. Het veer is onderdeel van zowel de fylkesvei 289 als fylkesvei 319.